# A Billboard 200 lista első helyezettjei 2018-ban
A következő albumok értek el első helyezést az Egyesült Államok Billboard 200 elnevezésű listáján 2018-ban. A listán az Amerikában legjobban teljesítő albumok és középlemezek kapnak helyet, melyet a Billboard magazin tesz közzé. Az adatokat a Nielsen SoundScan gyűjti össze az egyes albumok fizikai és digitális eladásai, az on-demand szolgáltatások és a lemezen található dalok digitális eladásai alapján.

## Lista

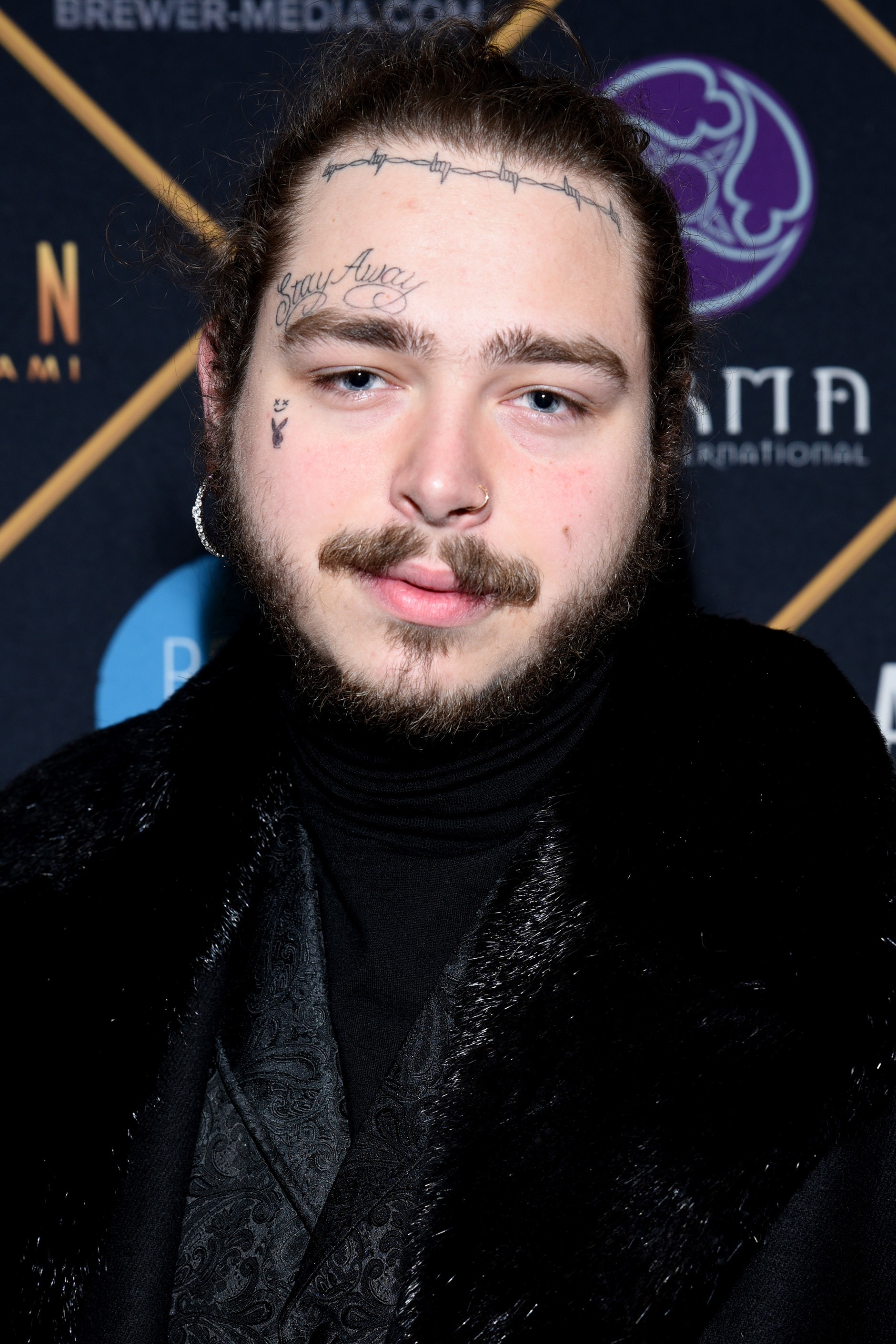
Post Malone 2018-ban

Lady Gaga a Csillag születik filmzenei albumával, az A Star Is Born-nal karrierje ötödik első helyezését érte el a listán, emellett az évtized legtöbb listavezető albummal rendelkező női előadójává vált.

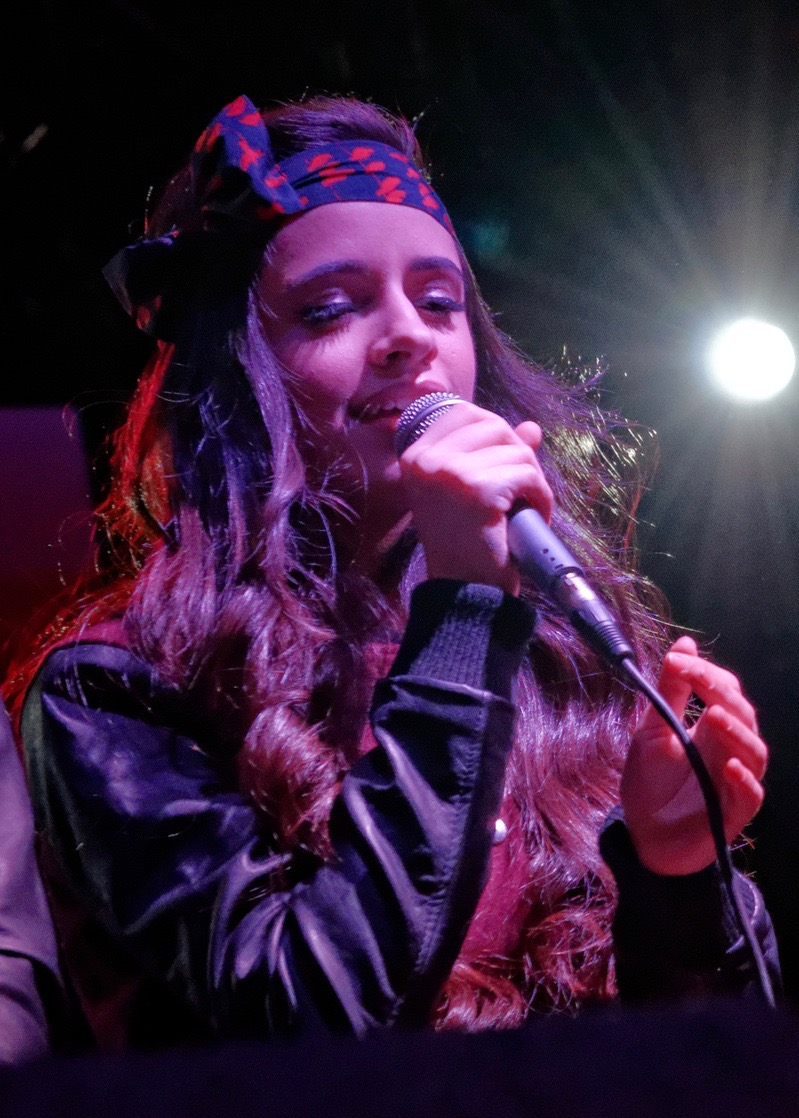
Camila Cabello debütáló albuma, a Camila első helyezést ért el a listán, miközben Havana című kislemeze a Billboard Hot 100 listát vezette.

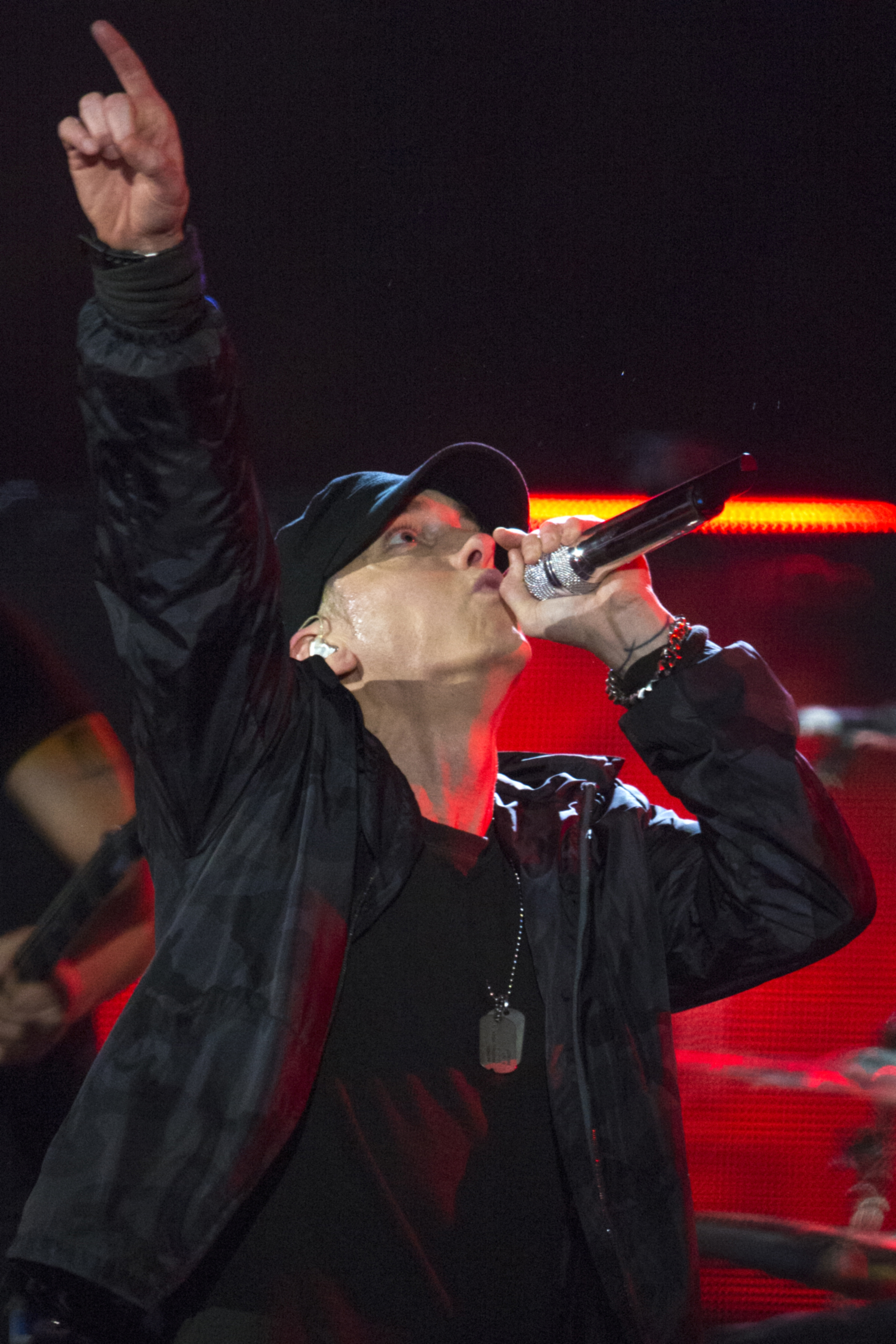
Eminemnek 2018-ban két albuma, a Revival és a Kamikaze is listavezető volt.

| Best performing album of 2016 | A legjobban teljesítő albumot jelzi 2018-ban |

| Kiadás dátuma  | Album                      | Előadó(k)                   | Forrás |
| -------------- | -------------------------- | --------------------------- | ------ |
| Január 3.      | Revival                    | Eminem                      | [ 2 ]  |
| Január 6.      | Reputation                 | Taylor Swift                | [ 3 ]  |
| Január 13.     | The Greatest Showman       | Filmzene                    | [ 4 ]  |
| Január 20.     | The Greatest Showman       | Filmzene                    | [ 5 ]  |
| Január 27.     | Camila                     | Camila Cabello              | [ 6 ]  |
| Február 3.     | Mania                      | Fall Out Boy                | [ 7 ]  |
| Február 10.    | Culture II                 | Migos                       | [ 8 ]  |
| Február 17.    | Man of the Woods           | Justin Timberlake           | [ 9 ]  |
| Február 24.    | Black Panther: The Album   | Filmzene                    | [ 10 ] |
| Március 3.     | Black Panther: The Album   | Filmzene                    | [ 11 ] |
| Március 10.    | This House Is Not For Sale | Bon Jovi                    | [ 12 ] |
| Március 17.    | Black Panther: The Album   | Filmzene                    | [ 13 ] |
| Március 24.    | Bobby Tarantino II         | Logic                       | [ 14 ] |
| Március 31.    | ?                          | XXXTentacion                | [ 15 ] |
| Április 7.     | Boarding House Reach       | Jack White                  | [ 16 ] |
| Április 14.    | My Dear Melancholy,        | The Weeknd                  | [ 17 ] |
| Április 21.    | Invasion of Privacy        | Cardi B                     | [ 18 ] |
| Április 28.    | Rearview Town              | Jason Aldean                | [ 19 ] |
| Május 5.       | KOD                        | J. Cole                     | [ 20 ] |
| Május 12.      | Beerbongs & Bentleys       | Post Malone                 | [ 21 ] |
| Május 19.      | Beerbongs & Bentleys       | Post Malone                 | [ 22 ] |
| Május 26.      | Beerbongs & Bentleys       | Post Malone                 | [ 23 ] |
| Június 2.      | Love Yourself: Tear        | BTS                         | [ 24 ] |
| Június 9.      | Shawn Mendes               | Shawn Mendes                | [ 25 ] |
| Június 16.     | Ye                         | Kanye West                  | [ 26 ] |
| Június 23.     | Come Tomorrow              | Dave Matthews Band          | [ 27 ] |
| Június 30.     | Youngblood                 | 5 Seconds of Summer         | [ 28 ] |
| Július 7.      | Pray for the Wicked        | Panic! at the Disco         | [ 29 ] |
| Július 14.     | Scorpion                   | Drake                       | [ 30 ] |
| Július 21.     | Scorpion                   | Drake                       | [ 31 ] |
| Július 28.     | Scorpion                   | Drake                       | [ 32 ] |
| Augusztus 4.   | Scorpion                   | Drake                       | [ 33 ] |
| Augusztus 11.  | Scorpion                   | Drake                       | [ 34 ] |
| Augusztus 18.  | Astroworld                 | Travis Scott                | [ 35 ] |
| Augusztus 25.  | Astroworld                 | Travis Scott                | [ 36 ] |
| Szeptember 1.  | Sweetener                  | Ariana Grande               | [ 37 ] |
| Szeptember 8.  | Love Yourself: Answer      | BTS                         | [ 38 ] |
| Szeptember 15. | Kamikaze                   | Eminem                      | [ 39 ] |
| Szeptember 22. | Egypt Station              | Paul McCartney              | [ 40 ] |
| Szeptember 29. | Cry Pretty                 | Carrie Underwood            | [ 41 ] |
| Október 6.     | Iridescence                | Brockhampton                | [ 42 ] |
| Október 13.    | Tha Carter V               | Lil Wayne                   | [ 43 ] |
| Október 20.    | A Star Is Born             | Lady Gaga és Bradley Cooper | [ 44 ] |
| Október 27.    | A Star Is Born             | Lady Gaga és Bradley Cooper | [ 45 ] |
| November 3.    | A Star Is Born             | Lady Gaga és Bradley Cooper | [ 46 ] |
| November 10.   | Sì                         | Andrea Bocelli              | [ 47 ] |
| November 17.   | Not All Heroes Wear Capes  | Metro Boomin                | [ 48 ] |
| November 24.   | Experiment                 | Kane Brown                  | [ 49 ] |
| December 1.    | Delta                      | Mumford & Sons              | [ 50 ] |
| December 8.    | Astroworld                 | Travis Scott                | [ 51 ] |
| December 15.   | Championships              | Meek Mill                   | [ 52 ] |
| December 22.   | Skins                      | XXXTentacion                | [ 53 ] |
| December 29.   | Dying to Live              | Kodak Black                 | [ 54 ] |